# Prehabilitation
Der Begriff Prehabilitation (auch Prähabilitation) steht – analog zur Rehabilitation – für den Aufbau von Kraft, Beweglichkeit und Ausdauer bereits vor einem chirurgischen Eingriff. Dabei hat die Maßnahme das Ziel, mögliche negative Auswirkungen des anstehenden Eingriffs zu minimieren, Komplikationen zu vermeiden und die Liegedauer möglichst kurz zu halten.

## Konzept
Das Konzept der Prehabilitation besagt, dass Patienten mit einer höheren präoperativen Funktionsfähigkeit einen chirurgischen Eingriff besser tolerieren. Prehabilitation bezeichnet den Prozess, der einer Person helfen soll, sich auf einen Eingriff vorzubereiten, indem die funktionelle Kapazität verbessert wird.
Demnach ergibt sich die Theorie, dass das gewonnene Leistungsniveau nach der Operation – verglichen mit der konventionellen Behandlung – nicht auf dasselbe Niveau abfällt.
Es gibt verschiedene Trainingsprogramme, die Patientinnen und Patienten helfen, gestärkt in eine Operation hineinzugehen und sich hinterher auch schneller wieder zu erholen". Die dafür entwickelten Sporteinheiten und -programme stärken unter anderem Muskulatur und Kreislauf. Weiterhin wirkt die Prehabilitation auf die Gelenkfunktion und das Immunsystem.
Die Prehabilitation kann in vielen Fachbereichen Einsatz finden, z. B. im internistischen, orthopädischen, chirurgischen oder onkologischen Bereich.
Auch in der Transplantationsmedizin gibt es entsprechende Projekte. Bedingt durch die langen Wartezeiten auf eine Spenderniere in Deutschland erleiden vielen Patientinnen und Patienten während ihrer Abhängigkeit von der Dialyse einen zunehmenden körperlichen Abbau, der wiederum den Erfolg des Transplantationseingriffs gefährdet.

## Einflussfaktoren
Der Erfolg der Prehabilitation ist von verschiedenen Faktoren abhängig. Dabei muss zwischen unimodalen Prähabilitationsformen (bspw. nur Krafttraining) und multimodalen Angeboten (bspw. medizinische Vorsorge, physio- und sporttherapeutische Betreuung, Ernährungsberatung etc.) unterschieden werden. In Studien werden meist unimodale Programme in Bezug auf die Vermeidung von Komplikationen, Morbidität oder Liegedauer untersucht. Einflussfaktoren sind dabei beispielsweise die Dauer des prähabilitativen programms, die Übungsformen und -wiederholungen, die Trainingsintensität und die Auswahl an Übungen (z. B. Krafttraining, Ausdauertraining).

## Ausblick
In Deutschland spielen strukturierte Prehabilitationsprogramme bislang noch keine nennenswerte Rolle. Gründe sind u. a. eine noch fehlende Infrastruktur und fehlende Kostenübernahmevereinbarungen. In Deutschland ist vielmehr das Konzept der Anschlussheilbehandlung fest etabliert. Prehabilitationsprojekte finden daher meist in Studien statt.

## Einsatzbereich Physiotherapie
Vielen ist die physiotherapeutische Rehabilitation (Anschlussheilbehandlung – AHB) nach orthopädischen Operationen geläufig.
Es gibt jedoch viele Studien, welche sich mit der präoperativen Leistungssteigerung vor Implantation von Hüft- und Kniegelenksendoprothesen beschäftigen. Dabei stehen vor allem die Reduktion von Schmerzen, Steigerung des Bewegungsumfangs und muskuläre Kräftigung im Vordergrund. Teilweise können Erfolge verzeichnet werden. Die Vergleichbarkeit der Studien ist sehr schwierig, da die Art und Weise der Prehabiliation immer unterschiedlich gestaltet werden kann.